# Danziger Kreuz
Het Danziger Kreuz is een onderscheiding van de vrije stad Danzig. Deze onderscheiding werd ingesteld door Albert Forster, gouwleider van de Nationaalsocialistische Duitse Arbeiderspartij en voor het eerst uitgereikt op 31 augustus 1939. Op 1 mei 1941 werd de onderscheiding gelijkgesteld aan de onderscheidingen van de andere vrije staten, waarna het kruis niet meer werd uitgereikt. De onderscheiding was bestemd voor mensen die hadden geholpen de nazipartij in de stad tot bloei te brengen.
De onderscheiding werd ontworpen door de Pruisische architect Benno von Arent (1898-1956). Het gestempelde bronzen Maltezer kruis is verguld terwijl een deel van het kruis wit geëmailleerd is. Op het Maltezer kruis staan twee kleinere vergulde kruizen. Boven het witte kruis staat een gesloten kroon. De achterkant is glad.
Het Kruis der Eerste Klasse is 61x42,5 mm en wordt met een speld bevestigd, het Kruis der Tweede Klasse is 47,5x35 mm en hangt aan een rood lint met geel-witte randen.

## Bekende dragers
In totaal werden 341 kruizen uitgereikt, 88 der Eerste Klasse, 253 der Tweede Klasse. De meeste kruizen werden op 24 oktober 1939 uitgereikt.
| Eerste Klasse - Erich von dem Bach-Zelewski - Theodor Eicke - Hans Frank - Joseph Goebbels - Hermann Göring | - Reinhard Heydrich - Werner Lorenz - Joachim von Ribbentrop - Franz Xaver Schwarz - Fritz Todt - Albert Forster - Wilhelm Rediess | Tweede Klasse - Hans Baur - Kurt Daluege - Hermann Göring - Werner Lorenz - Arthur Seyss-Inquart |

Sommigen kregen beide kruizen op dezelfde dag:
- Hermann Göring in oktober 1939
- Werner Lorenz op 30 november 1939